# Erechthias ophiocypha
Erechthias ophiocypha är en fjärilsart som beskrevs av Edward Meyrick 1934. Erechthias ophiocypha ingår i släktet Erechthias och familjen äkta malar. Inga underarter finns listade i Catalogue of Life.